# Diplopeltina skaifei
Diplopeltina skaifei är en tvåvingeart som beskrevs av Lindner 1972. Diplopeltina skaifei ingår i släktet Diplopeltina och familjen vapenflugor. Inga underarter finns listade i Catalogue of Life.